# Convento de los Celestinos de París
El Convento de los Celestinos de París (en francés: Couvent des Célestins de Paris) fue un antiguo convento situado cerca de la Place de la Bastille en París, Francia.
Fue el segundo cementerio más importante para la realeza después de la Basílica de Saint-Denis. El prestigioso convento se encuentra cerca del Hôtel Saint-Pol, la residencia favorita de Carlos V y de Carlos VI en la zona del Marais. Muchos de los príncipes de alto rango de su corte fueron enterrados en el convento.
Sin embargo, el convento fue profanado durante la Revolución Francesa. Después de la revolución, algunas de las lápidas fueron recuperadas por Alexandre Lenoir. En particular, la tumba del rey León V de Armenia se colocó en su Musée des Monuments Français en la Basílica de Saint-Denis.